# Aleksandr Aksinin
Aleksandr Aksinin (San Petersburgo, 4 de noviembre de 1954-28 de julio de 2020) fue un atleta soviético especializado en las pruebas de velocidad, en la que llegó a ser campeón olímpico en la modalidad de relevos.

## Carrera deportiva
En los JJ. OO. de Moscú 1980 ganó la medalla de oro en el Relevo 4 × 100 metros, con un tiempo de 38,26 segundos, llegando por delante de Polonia y Francia. Fueron sus compañeros de equipo, los velocistas Vladímir Muraviov, Nikolái Sídorov y Andréi Prokófiev.
Y en el Campeonato Europeo de Atletismo en Pista Cubierta de 1980 ganó el bronce en los 60 metros, con un tiempo de 6,63 segundos, tras el polaco Marian Woronin y el alemán Christian Haas.